# Erika Glanz
Erika Glanz [glánc], učiteljica slovenščine na madžarskem, * 24. avgust 1942, Dolnji Senik.
V Budimpešti je leta 1963 diplomirala na višji pedagoški akademiji,  1971 izpopolnila študij kemije v Péčuju ter 1983 končala študij slovenskega jezika in književnosti na pedagoški akademiji v Sombotelu. V Gornjem Seniku je bila učiteljica slovenščine in ravnateljica slovenske šole. Mdr. je bila članica Centralnega komiteja Madžarske socialistične delavske partije v Budimpešti.